# Hans-Jürgen von Maydell
Hans-Jürgen Baron von Maydell (* 24. Juni 1932 in Tallinn, Estland; † 11. Juli 2010 in Wentorf bei Hamburg) war ein deutscher Forstwissenschaftler. Er war Direktor und Professor am Institut für Weltforstwirtschaft der Bundesforschungsanstalt für Forst- und Holzwirtschaft (BFH) in Hamburg und Professor an der Universität Hamburg. Der international renommierte Wissenschaftler war wesentlich in der Entwicklungshilfe engagiert und gehört zu den Mitbegründern des Faches Agroforstwirtschaft.

## Leben und Wirken
Geboren 1932 in Tallinn, kam Hans-Jürgen von Maydell in den Wirren des Zweiten Weltkriegs und der Nachkriegszeit nach Norddeutschland, wo er 1952 in Wyk auf Föhr das Abitur ablegte. Anschließend studierte er bis 1957 Forstwissenschaften in Freiburg im Breisgau. Dort holte ihn Kurt Mantel noch vor Abschluss des Studiums 1956 an das Institut für Forst- und Holzmarktpolitik. Bereits 1958 wurde Maydell dort mit der Dissertation Die wirtschaftliche Bedeutung des Brennderbholzes und Brennreisholzes in der Bundesrepublik zum Dr. rer. nat. promoviert und blieb noch bis 1961 als wissenschaftlicher Assistent an dem Institut. Um seinen Lebensunterhalt zu sichern, arbeitete er parallel dazu auch als kaufmännischer Angestellter bei dem in Hamburg und Berlin ansässigen Holzeinfuhrhaus R. Anders KG.
Verstärkt mit den Ideen von Franz Heske in Kontakt gekommen, konzentrierte sich Baron Maydell ab Anfang der 1960er Jahre auf Fragen der Weltforstwirtschaft. Im Auftrag der Ernährungs- und Landwirtschaftsorganisation der Vereinten Nationen (FAO) ging er im April 1961 mit seiner Familie für ein Jahr nach Ghana und erarbeitete er eine Reihe von Holzmarktstudien, für die er den afrikanischen Kontinent bereiste. Nachhaltig geprägt von seinen Eindrücken der unter anderem in den ländlichen Gebieten Tansanias, Kenias und des Sudans erlebten Armut, kehrte Hans-Jürgen von Maydell nach Hamburg zurück und wurde wissenschaftlicher Mitarbeiter am Institut für Weltforstwirtschaft der BFH in Reinbek bei Hamburg.
Bereits vor seiner Habilitation für das Gebiet Weltforstwirtschaft im Jahr 1969 hatte Maydell zahlreiche Lehrverpflichtungen an der Universität Hamburg, darunter in den Fächern Forst- und Holzwirtschaftsgeografie, Forstpolitik und Holzhandelskunde. Er betreute auch viele Diplom- und Doktorarbeiten und wurde zum Leiter des Fachgebiets Forst- und Holzwirtschaftsgeographie des BFH-Instituts für Weltforstwirtschaft ernannt.
Nicht zuletzt aufgrund seiner familiären Wurzeln im Baltikum konzentrierte sich die wissenschaftliche Arbeit Maydells am BFH-Institut für Weltforstwirtschaft von Anfang an auch auf die Forst- und Holzwirtschaft Osteuropas und der Sowjetunion. Die ersten großen Untersuchungen dazu entstanden bereits Mitte der 1960er Jahre und mündeten in die umfassende Darstellung Forst- und Holzwirtschaft der Sowjetunion, die zwischen 1973 und 1983 in vier Teilbänden erschien und die von Maydell 1994 noch um einen Ergänzungsband zur Gemeinschaft unabhängiger Staaten erweiterte. Nach der wiedererlangten Unabhängigkeit der baltischen Staaten setzte er sich zudem uneigennützig für die Verbesserung der forstwissenschaftlichen Ausbildung in Estland ein. Dieses Engagement wurde 1993 durch die Verleihung der Ehrendoktorwürde der Landwirtschaftlichen Fakultät der Universität Tartu gewürdigt.
Seine Erkenntnisse erarbeitete sich Baron Maydell dabei vorrangig aus der praktischen Anschauung heraus. Von 1962 bis 1973 erkundete er auf seinen Reisen tropische Regenwaldgebiete, in die Zentralafrikanische Republik, in die Elfenbeinküste, nach Gabun, Surinam und Ecuador. In späteren Jahren bereiste er auch unter anderem Costa Rica, Indonesien, Sibirien und die Fidschi-Inseln.
Aus den Erfahrungen seiner Reisen resultierte auch die wichtigste wissenschaftliche Leistung von Maydells, die Agroforstwirtschaft als wissenschaftliche Disziplin mitbegründet und aufgebaut zu haben. Zwar waren Möglichkeiten solch nachhaltiger Bewirtschaftungsformen aus kombinierter Land-, Weide- und Forstnutzung schon lange bekannt, aber trotz erster Ansätze zu deren Erforschung wie etwa bei dem „forstlichen Klassiker“ Heinrich Cotta in der ersten Hälfte des 19. Jahrhunderts, wissenschaftlich bis dahin erst unzureichend behandelt worden. Maydell erkannte das Potenzial, das agroforstliche Wirtschaftsformen für die Sicherung der Nahrungsmittelversorgung der ländlichen Bevölkerung besitzen und setzte alles daran, diese als eine erfolgversprechende Strategie der Entwicklungshilfe im Kampf gegen die Armut bekannt zu machen. Anstoß war ihm dabei vor allem seine Reise im Auftrag der UNO 1973 in die Sahelzone, deren Länder Tschad, Niger, Senegal und Obervolta seinerzeit von einer großen Dürre betroffen waren. Das Elend, der Zusammenbruch traditioneller Strukturen und kultureller Werte sowie die großen Umweltzerstörungen ließen in von Maydell die Überzeugung reifen, dass Entwicklungshilfe künftig anders ausgerichtet werden müsste.
Dafür engagierte er sich auf nationaler wie internationaler Ebene. Zusammen mit dem von Kanada finanzierten International Development and Research Centre (IDRC) hatte er maßgeblichen Anteil an der Überführung eines Teils dieser Einrichtung in das Internationale Zentrum für Agroforstwirtschaft (International Centre for Research in Agro-Forestry, kurz: ICRAF), das heute eines von 16 internationalen Zentren auf dem Gebiet der Agrarforschung ist. Zusammen mit Kollegen aus aller Welt legte Maydell den Aufgabenbereich des ICRAF fest, war Mitglied des Vorstandes und von 1977 bis 1983 Vorsitzender des Programmausschusses. Er erreichte, dass das Bundesministerium für wirtschaftliche Zusammenarbeit die Arbeit des Zentrums finanziell und durch Entsendung von Experten auch personell  unterstützte. Gemeinsam mit der Gesellschaft für Technische Zusammenarbeit (GTZ) initiierte Maydell zwischen 1977 und 1987 Projekte zur Aufforstung in den Sahelländern und unternahm selbst Feldforschungen in Gambia, Obervolta und Senegal. Daraus ergaben sich zahlreiche Erkenntnisse über eine nachhaltige Nutzung der natürlichen Ressourcen der Sahelzone, etwa über die Bestimmung der Tragfähigkeit von Dornbuschsavannen und des höchst möglichen Viehbesatzes bei unterschiedlicher Ausbildung der Krautschicht.
Maydell war auch viele Jahre Mitglied des Wissenschaftlichen Beirates des Entwicklungsministeriums und der Arbeitsgemeinschaft Tropische und Subtropische Agrarforschung (ATSAF) des Senats der Bundesforschungsanstalten. 1989 wurde er in den ATSAF-Vorstand berufen. Nach seiner Pensionierung 1994 betätigte sich der international hoch angesehene Wissenschaftler noch sechs Jahre lang im Aufsichtsrat des International Crop Research Institute for Semi-Arid Tropics (ICRISAT) mit Sitz im indischen Hyderabad als Leiter des Programmausschusses und zeitweise als Vorsitzender.
Maydell verfasste mehr als 200 Publikationen und Gutachten. Die meisten seiner längeren Abhandlungen in Buchform erschienen in der Schriftenreihe Mitteilungen der Bundesforschungsanstalt für Forst- und Holzwirtschaft. Er war auch Vorsitzender des Redaktionsteams der international ausgerichteten Fachzeitschrift Agroforestry Systems.
Hans-Jürgen von Maydell verstarb am 11. Juli 2010 in seinem langjährigen Wohnort Wentorf bei Hamburg.

## Auszeichnungen
- 1993 – Ehrendoktorwürde (Doktor honoris causa) der Landwirtschaftlichen Fakultät der Universität Tartu, Estland

## Schriften (Auswahl)
- Die wirtschaftliche Bedeutung des Brennderbholzes und Brennreisholzes in der Bundesrepublik, Mitteilung des Forstpolitischen Instituts der Universität Freiburg im Breisgau, Dissertation, Stuttgart 1958
- Der Waldbesitz der Sowjetunion in der Statistik, Mitteilungen der Bundesforschungsanstalt für Forst- und Holzwirtschaft, Reinbek bei Hamburg (Nr. 57); Reinbek bei Hamburg 1964
- zusammen mit Gert Buchholz: Aufforstungen in den ariden Gebieten der Sowjetunion. Bericht über russische Erfahrungen seit 1841, Mitteilungen der Bundesforschungsanstalt für Forst- und Holzwirtschaft Reinbek bei Hamburg (Nr. 59), Reinbek bei Hamburg 1965
- zusammen mit Harald Erichsen: Vorkommen und Nutzung wirtschaftlich wichtiger Palmen, Mitteilungen der Bundesforschungsanstalt für Forst- und Holzwirtschaft Reinbek bei Hamburg (Nr. 69), Reinbek bei Hamburg 1968
- zusammen mit Rüdiger Albin, Heinrich Ollmann: Stand und Entwicklungstendenz der Holzwirtschaft in Thailand, Mitteilungen der Bundesforschungsanstalt für Forst- und Holzwirtschaft Reinbek bei Hamburg (Nr. 72), Reinbek bei Hamburg 1969
- zusammen mit Karl Berberich: Voraussetzungen und Entwicklungsmöglichkeiten der Holzwirtschaft in Guayana, Surinam und Französisch-Guayana, Mitteilungen der Bundesforschungsanstalt für Forst- und Holzwirtschaft Reinbek bei Hamburg (Nr. 78), Reinbek bei Hamburg 1970
- Forstliche Nebennutzungen in den Atlasländern als Grundlage für die Regionalentwicklung. Dargestellt am Beispiel der Korkeichenwälder, Alfagrasflächen und Arganbestände, Mitteilungen der Bundesforschungsanstalt für Forst- und Holzwirtschaft Reinbek bei Hamburg (Nr. 86), Reinbek bei Hamburg 1971
- als Herausgeber: Forstpolitische Maßnahmen zur Förderung von Investitionen in Entwicklungsländern = Forest policies for stimulating investment in developing countries, 2 Bände, Mitteilungen der Bundesforschungsanstalt für Forst- und Holzwirtschaft Reinbek bei Hamburg (Nr. 112 und 117), Reinbek bei Hamburg 1976–1977
- Forst- und Holzwirtschaft der Sowjetunion, 4 Teilbände, Hamburg, 1973–1983
- als Mitverfasser: Agroforstliche Landnutzung im Einzugsbereich zentraler Orte im Sahel. Fallbeispiel Nord-Senegal, Forschungsberichte des Bundesministeriums für Wirtschaftliche Zusammenarbeit (Band 47), München, Köln, und London 1983, ISBN 3-8039-0276-2
- Arbres et arbustes du Sahel. L: leurs caractéristiques et leurs utilisations, Schriftenreihe der GTZ (No. 147), Eschborn 1983, ISBN 3-88085-195-6
- als Herausgeber: Landnutzung in den feuchten Tropen. Aktualisierung und Orientierung der Forschungsaktivitäten in der Bundesrepublik Deutschland. Bericht der Tagung vom 23. bis 25. Mai 1990 in der Zentralstelle für Ernährung und Landwirtschaft (ZEL) der Deutschen Stiftung für Internationale Entwicklung (DSE) in Feldafing, Arbeitsgruppe Tropische und Subtropische Agrarforschung (ATSAF) e. V. Leitung: H.-J. von Maydell, Feldafing 1990
- als Herausgeber: Beiträge zur Weltforstwirtschaft, Mitteilungen der Bundesforschungsanstalt für Forst- und Holzwirtschaft Hamburg (Nr. 169), Hamburg 1991
- als Herausgeber: 60 Jahre Forschung im Dienste der Weltforstwirtschaft, Mitteilungen der Bundesforschungsanstalt für Forst- und Holzwirtschaft Hamburg (Nr. 170), Hamburg 1992
- Agroforstwirtschaft. Lexikon und Glossar. Deutsch-englisch = Agroforestry, Mitteilungen der Bundesforschungsanstalt für Forst- und Holzwirtschaft Hamburg (Nr. 173), Hamburg 1993
- Forst- und Holzwirtschaft der Gemeinschaft Unabhängiger Staaten – GUS (ehemals Sowjetunion). Teil 5: Die russische Föderation, Mitteilungen der Bundesforschungsanstalt für Forst- und Holzwirtschaft Hamburg (Nr. 179), Hamburg 1994